# Calluga fasciata
Calluga fasciata là một loài bướm đêm trong họ Geometridae.